# Maillot (Yonne)
Maillot is een gemeente in Frankrijk in het departement Yonne in de regio Bourgogne-Franche-Comté. De gemeente telt ongeveer 1100 inwoners.

## Demografie
Onderstaande figuur toont het verloop van het inwonertal (bron: INSEE-tellingen).
1. ↑  Populations de référence 2022.